# Carta dei Normanni

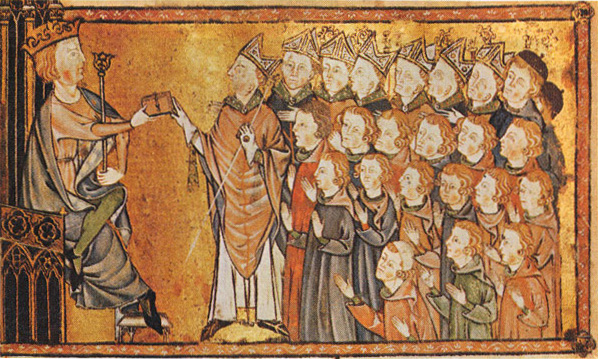
La concessione della Charta ai normanni

La Charta dei Normanni  o Carta dei Normanni è un atto che conferisce determinati diritti o privilegi per i Normanni concesso 19 marzo 1315, dal re di Francia Luigi X l'Attaccabrighe (le Hutin), il quale, in risposta ai baroni normanni impazienti, ne conferma tutti i termini nel luglio 1315.
Per sedare le ribellioni periodiche nel Ducato di Normandia, il re ha dovuto riconoscere la specificità della Normandia, e questa "charta", così come la seconda del 1339, fa riferimento alla Grande Charta o alla carta delle libertà inglese, e sarà considerata fino al 1789 come un simbolo del particolarismo normanno.
Nel 1314, Filippo il Bello aveva creato una nuova tassa per finanziare una spedizione nelle Fiandre. Questa nuova imposizione è ritenuta sproporzionata rispetto allo scopo e provocherà un'ondata di protesta in tutto il Regno. Per placare gli spiriti, il successore di Filippo il Bello, suo figlio Luigi X, concede quindi una serie di "charte" alle province. Una charta per la Normandia è promulgata in due volte. La prima volta contiene quattordici articoli ed è firmata dal re il 19 marzo 1315 a Vincennes. La seconda volta, contenente ventiquattro articoli, è firmata nel luglio 1315 a Crecy.
Questa "carta", che va ad occupare un ruolo fondamentale nella coscienza collettiva e l'immaginario normanno, accede al rango di mito per diventare il simbolo stesso delle ribellioni normanne, anche se è regolarmente violata e, nel corso dei secoli, i Normanni hanno dimenticato il suo stesso contenuto. Esso offre alla provincia garanzie legali, fiscali e garanzie giudiziarie e sarà invocata regolarmente durante i periodi di crisi, soprattutto quando si tratta di opporre la specificità normanna al centralismo reale. Raramente si sono rivoltati contro il potere in sé stesso, la sfida è espressa piuttosto contro le sue manifestazioni.
La "charta" del 1315, poi quella del 1339, garantiscono il diritto di non essere citati a giudizio da un tribunale diverso da quello della loro provincia. Quando un decreto reale ne ha violato qualche disposizione, l'espressa riserva che vi è aggiunta ricorda l'esistenza di tale diritto, anche se esso è stato violato: nonostante "clameur de haro" e "charta normande".
La "Charta ai normanni" fu confermata da Filippo di Valois nel 1339, da Carlo VI di Francia nel 1380 e da Enrico V d'Inghilterra nel 1419. Nel 1458, quando rientra in possesso della Normandia alla fine della guerra dei Cento Anni, Carlo VII la conferma lo stesso. Analogamente, Luigi XI conferma la Charte aux Normands nel 1461 così come Carlo VIII nel 1485 e Enrico III nel 1579. Per molto tempo rispettata, questa "carta" ha cessato di essere in vigore alla fine del XVI secolo e fu effettivamente abolita soltanto sotto Luigi XIV ma ciononostante continuò ad essere inclusa nelle ordinanze e privilegi del re fino al 1789.